# Břilice
Břilice (německy Bschilitz) jsou vesnice, část města Třeboň v okrese Jindřichův Hradec v Jihočeském kraji. Nachází se asi 2,5 kilometru severozápadně od centra Třeboně. Sousedí s Třeboní II. V obci je barokní kaple, několik rybníků, dva hostince a fotbalové hřiště. Je zázemím města Třeboně umožňujícím novou výstavbu. Působí tam řada firem. Břilice jsou také název katastrálního území o rozloze 13,8 km². V katastrálním území je národní kulturní památka Rožmberská rybniční soustava.

## Historie
První písemná zmínka o vesnici pochází z roku 1366.

## Obyvatelstvo
| Rok            | 1869 | 1880 | 1890 | 1900 | 1910 | 1921 | 1930 | 1950 | 1961 | 1970 | 1980 | 1991 | 2001 | 2011 | 2021 |
| -------------- | ---- | ---- | ---- | ---- | ---- | ---- | ---- | ---- | ---- | ---- | ---- | ---- | ---- | ---- | ---- |
| Počet obyvatel | 545  | 619  | 533  | 574  | 729  | 743  | 634  | 579  | 694  | 641  | 650  | 763  | 775  | 815  | 814  |
| Počet domů     | 70   | 84   | 85   | 87   | 103  | 107  | 122  | 139  | 143  | 152  | 181  | 241  | 241  | 272  | 298  |

## Obecní správa
Při sčítání lidu v letech 1850–1979 Břilice byly samostatnou obcí, se kterým patřily nejprve do okresu Třeboň, ale od roku 1960 v okrese Jindřichův Hradec. Od 1. ledna 1980 jsou částí města Třeboň v okrese Jindřichův Hradec.

## Osobnosti
V obci se narodil např. herec Robert Vrchota nebo hokejový trenér Stanislav Neveselý.

## Fotogalerie

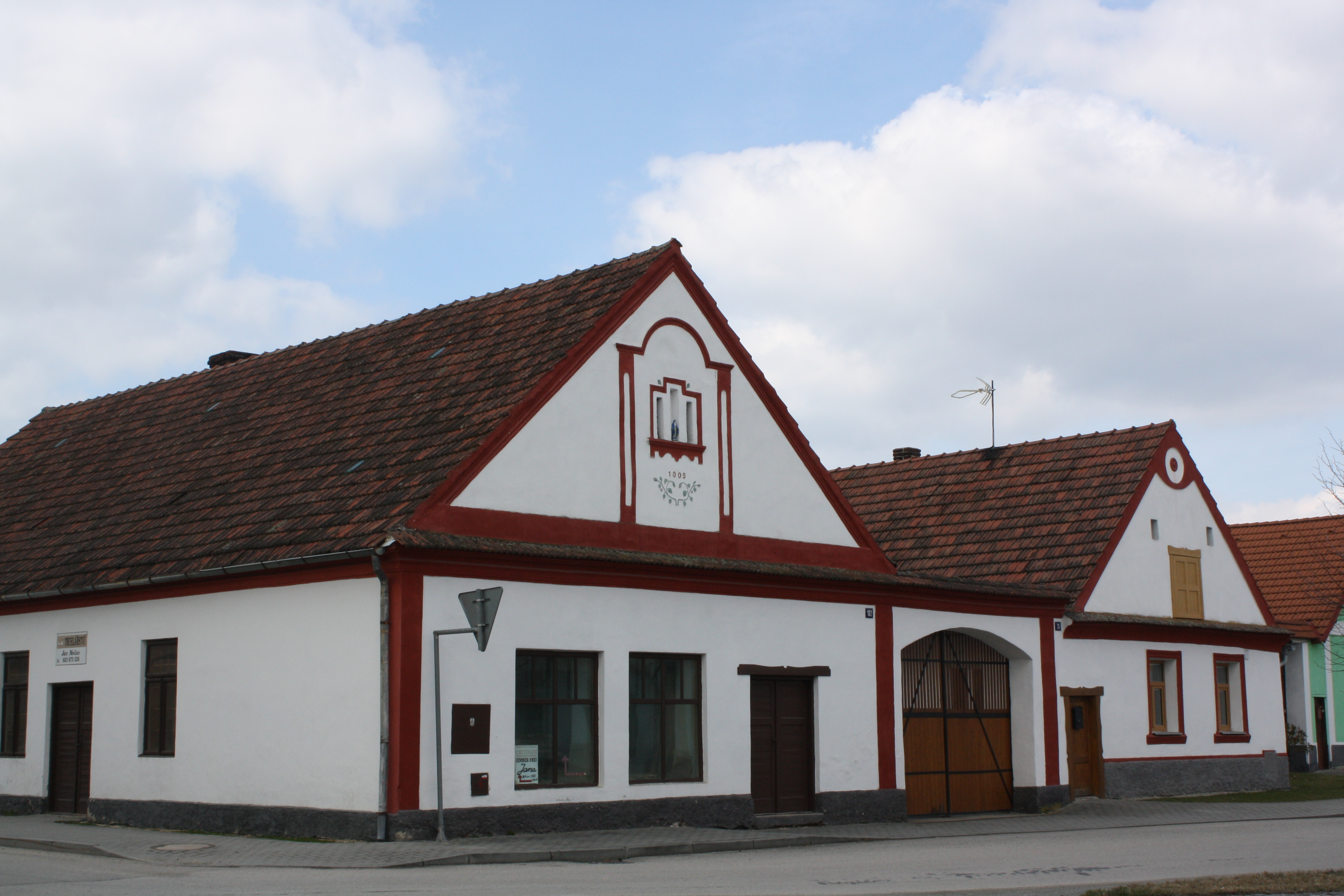
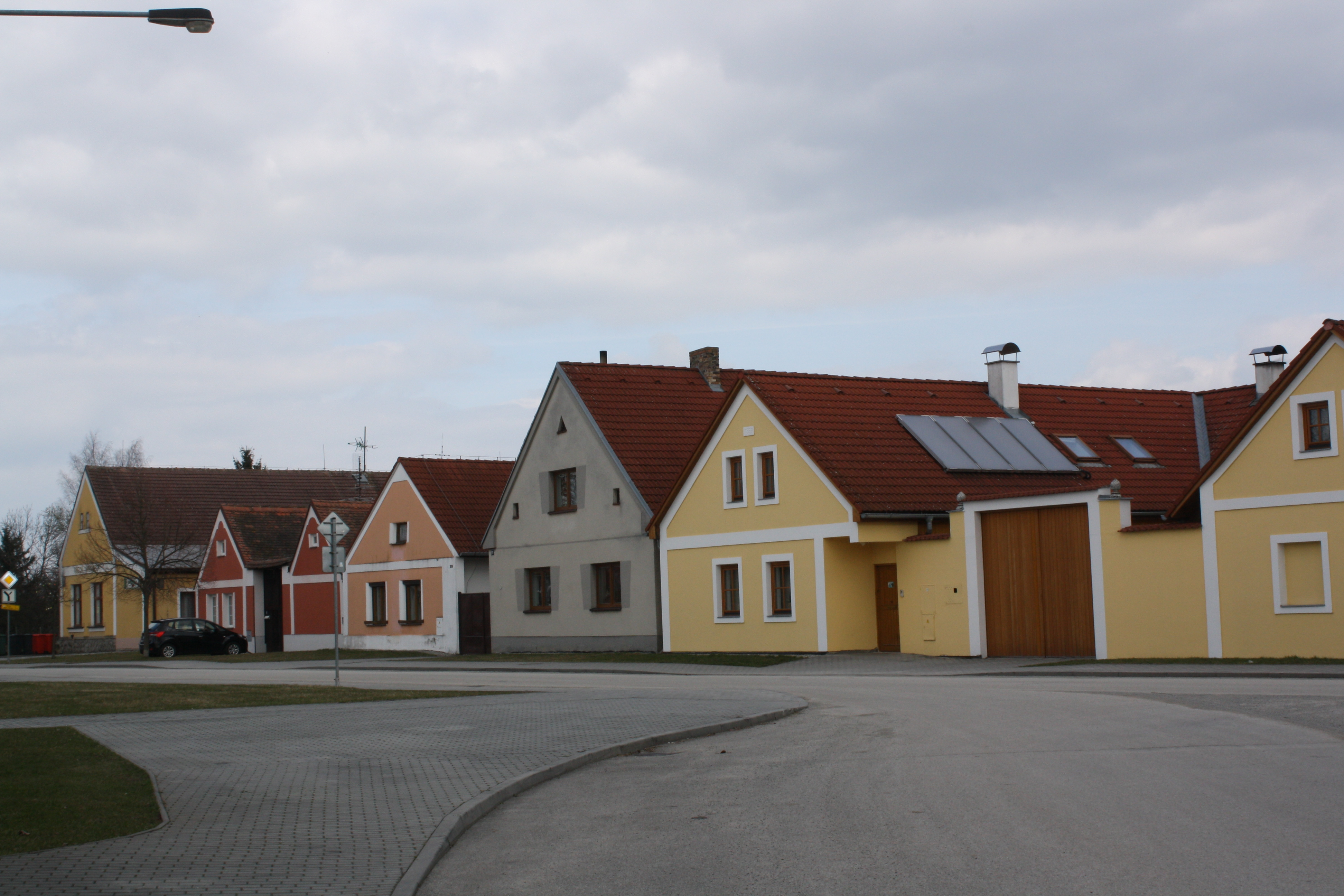
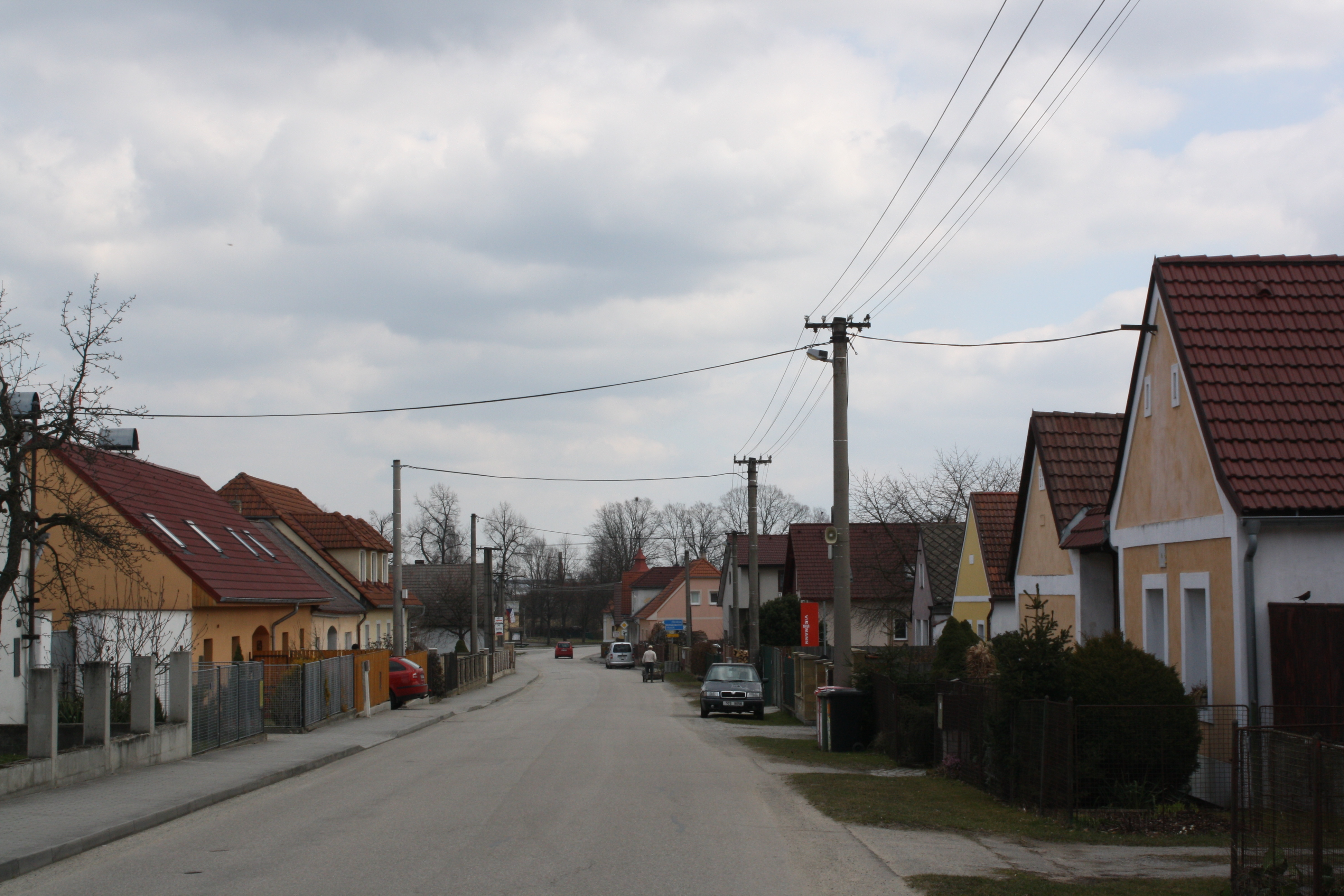